# Pokhran-II
Os testes de Pokhran-II foram uma série de cinco explosões de testes de bombas nucleares conduzidas pela Índia no Pokhran Test Range do Exército Indiano em maio de 1998. Foi a segunda instância de teste nuclear conduzido pela Índia; o primeiro teste, de codinome Smiling Buddha, foi realizado em maio de 1974.
Os testes atingiram seu principal objetivo de dar à Índia a capacidade de construir armas de fissão e termonucleares com rendimentos de até 200 quilotons. O então presidente da Comissão de Energia Atômica da Índia descreveu cada uma das explosões de Pokhran-II como "equivalente a vários testes realizados por outros estados com armas nucleares ao longo de décadas". Posteriormente, a Índia estabeleceu a capacidade de simulação de computador para prever os rendimentos de explosivos nucleares cujos projetos estão relacionados aos projetos de explosivos usados neste teste.
Pokhran-II consistia em cinco detonações, a primeira das quais era uma bomba de fusão, enquanto as quatro restantes eram bombas de fissão. Os testes foram iniciados em 11 de maio de 1998, sob o codinome de Operação Shakti, com a detonação de uma bomba de fusão e duas bombas de fissão. Em 13 de maio de 1998, dois dispositivos de fissão adicionais foram detonados, e o governo indiano liderado pelo primeiro-ministro Atal Bihari Vajpayee logo convocou uma coletiva de imprensa para declarar a Índia como um estado nuclear de pleno direito. Os testes resultaram em uma variedade de sanções contra a Índia por vários países importantes, incluindo o Japão e os Estados Unidos.
Muitos nomes foram atribuídos a esses testes; originalmente, elas eram chamadas coletivamente de Operação Shakti-98, e as cinco bombas nucleares foram designadas de Shakti-I a Shakti-V. Mais recentemente, a operação como um todo passou a ser conhecida como Pokhran II, e a explosão de 1974 como Pokhran-I.